# Zlato i srebro grada Zadra
U građevnom sklopu crkve Sv. Marije odnosno njezinog samostana, čiji su objekti tijekom drugog svjetskog rata bili teško oštećeni, 1972. godine formiran je reprezentativni postav - Stalna izložba crkvene umjetnosti, i jedna od najvrijednijih izložbi u Hrvatskoj, popularno nazvana “Zlato i srebro Zadra”. Izložbu je 1951. inicirao hrvatski pisac Miroslav Krleža koji je napisao i jedan od svojih najboljih eseja u kojem veliča zadarsko zlato. Hrvatski književnik Tomislav Marijan Bilosnić o 50. godišnjici SICU objavio je knjigu feljtona "Sjaj zadarskoga zlata" (Zadar, 2007.).
Na oko 1200 m2 prostora u 8 suvremeno opremljenih dvorana bliješti zadarsko zlato i srebro uz rekonstruiranu unutrašnjost starohrvatske crkvice Sv. Nediljice iz 11.st., rukopise, skulpture, vezove, tapiseriju, reljefe itd. kao dokaz bogate prošlosti Zadra od 8. – 18.st. koji je naročito u srednjem vijeku bio vrlo važno kulturno središte. U relikvijare i kaleže, skulpture, slike i vezove utkane su radosti i nade, strpljenje, patnja i vjera burnih razdoblja prošlosti ovog kraja. Ovo neprocjenjeno blago su kako tijekom stoljeća tako i u Domovinskom ratu sačuvale sestre benediktinke, a neki vrijedni izlošci (čipka, crkveni tekstil vezen zlatnim nitima) su djelo njihovih ruku. Osobita dragocjenost, draž i važnost izložbenih predmeta je u tome što su oni velikim dijelom rad domaćih poznatih i nepoznatih majstora ili su čvrsto povezani uz Zadar i zadarsko područje.
Posebno vrijedni izlošci su:
- križić - relikvijar (enklopion) iz 7./8. stoljeća poznat (pogrešno) kao Čikin križić
- relikvijari sv. Aroncija i sv. Jakova iz 9. stoljeća
- srebrni relikvijari u obliku ruku optočene dragim kamenjem od kojih je najstariji onaj iz 12. stoljeća
- relikvijari u obliku poprsja od kojih najstariji potječu iz 14. stoljeća
- mnoštvo križeva
- ikone kojih ima od 13. stoljeća
- kamena krstionica, dio ambona katedrale i drugi kameni ulomci iz 12. i 13. stoljeća
- gotičke skulpture
- slike koje su slikali majstori kao što su Vittore Carpaccio ili Palma Mlađi.